# 水野忠実 (紀伊新宮藩主)
水野 忠実（みずの ただざね）は、紀伊新宮藩（紀州藩附家老）第7代藩主。諱は忠奇（ただより）とも伝わる。初名は忠寛（ただひろ）。

## 生涯
寛延2年（1749年）11月23日、旗本水野守鑑の次男として生まれる。幼名は福次郎。父・守鑑は旗本水野忠伸の三男であり、旗本水野守満（水野忠守の次男・守重の子孫）の養子となっていた。
同族である紀伊新宮藩主・水野忠興の養子となり、宝暦13年（1763年）6月28日に養父が死去したため、同年8月6日に跡を継いだ。同年9月1日、第10代将軍・徳川家治に初御目見し、同年12月9日には従五位下・土佐守に叙任する。
文政5年（1822年）4月25日、死去。享年73（満72歳没）。嫡男の範明は文化2年（1805年）に早世していたため、家督は範明の長男の忠啓が継いだ。